# Promachus laciniosus
Promachus laciniosus är en tvåvingeart som beskrevs av Becker 1907. Promachus laciniosus ingår i släktet Promachus och familjen rovflugor. Inga underarter finns listade i Catalogue of Life.